# 叔詹
叔詹（？—前630年？），姬姓，中国春秋时期郑国公子，郑文公的弟弟。

## 生平
前638年，叔詹见楚成王，认为楚成王会不得善终。晋国公子重耳流落到郑国，郑文公不加礼遇。叔詹劝郑文公善待公子重耳，说公子重耳父母同姓却活到今天，他属下有许多栋梁之才，这是天佑于他。郑文公不听。叔詹说，那就杀了重耳，以免成为郑国的后患，郑文公还是不听。前630年，晋文公、秦穆公围郑国，想得到叔詹。据《史记》记载，叔詹闻讯，自杀。《国语》记载，晋文公没有追究。
《春秋公羊传》记载此人事迹完全不同。《公羊传》认为此人名瞻，无氏，并不属于郑国公室，只是郑国的低级贵族。因奸佞被齐国擒获。瞻后来逃脱到鲁国，并在明知哀姜性淫的情况下怂恿鲁庄公迎娶哀姜，最终间接导致鲁庄公之后公室内乱，两君被弑，鲁庄公两个弟弟被迫自杀，鲁国几乎灭亡的后果。